# Purasawalkam
Purasawakkam, anche noto come Purasaiwakkam o Purasai / Purasawalkam, è un quartiere residenziale e area commerciale nel distretto di Chennai nello stato di Tamil Nadu, in India. Si trova vicino alle stazioni ferroviarie Chennai Central e Chennai Egmore.

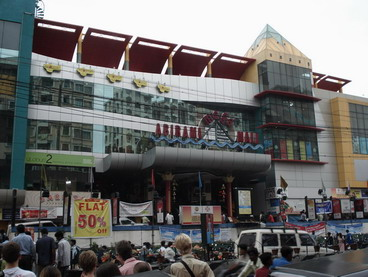
Abirami Mega Mall nel quartiere

## Strade
- Purasawalkam High road
- Tana street
- Millers road
- Brick kiln road
- Vellalar street
- Gangatheeshwarar temple street
- Dr. Azhagappa road

## Istituti educativi

### College
- Hindustan Institute of Maritime Training(HIMT)
- Madras Veterinary College
- Madras Theological Seminary &College
- Lutheran Theological College
- Hindustan Bible College
- Chengalvaraya Polytechnic College
- Guru Shanthi Vijay Jain College for Women
- Government College of Fine Arts, Chennai

### Scuole
- Tulsi Adarsh Vidya Mandir Nuesery&Primary School
- Satya Matriculation Higher Secondary School
- Alagappa Matriculation Higher Secondary School,
- Bhavan's Rajaji Vidyashram,
- J.M matriculation school
- Sindhi Model Senior Secondary School
- St.Joseph's Anglo Indian Boys Higher Secondary School
- St. Aloysius Anglo Indian Girls Hr.Sec School
- Sir MCTM Boys Hr.Sec. School
- Sir MCTM Girls Hr.Sec. School
- Kola Saraswathi Senior Secondary School
- Bentick Girls Hr.Sec. School
- St.Pauls Hr.Sec. School
- St. Matthias Anglo Indian Higher Secondary School,
- CSI Bains Hr.Sec. School,
- Doveton Corrie Anglo-Indian Boys Hr.Sec. School
- Doveton Corrie Anglo-Indian Girls Hr.Sec. School
- Doveton Matric Hr. Sec School
- C.S.I Ewarts Girls Hr.Sec. School
- Anita Methodist Matriculation Higher Secondary School
- St. Andrews Boys Hr.Sec. School
- ELM Fabricus Hr.Sec. School
- St.Joseph's Girls Hr.Sec School
- St.Joseph's Primary School
- Raja Nursery School
- Corporation Girls School
- Corporation Boys School
- Sri Muthukuaramswamy Hr.Sec School
- T.E.L.C.Primary School
- Seventh-Day Adventist Matric. Hr.Sec School (Vepery)